# كورنيليوس ريا أغنيو
كورنيليوس ريا أغنيو (بالإنجليزية: Cornelius Rea Agnew)‏ (من مواليد 8 أغسطس 1830 - تُوفى 18 أبريل 1888) وهو جراح أمريكي.
ولد أغنيو في مدينة نيويورك، ابن ويليام أغنيو وإليزابيث طومسون أغنيو. تخرج من كلية كولومبيا في عام 1849، ومن كلية الأطباء والجراحين بجامعة كولومبيا في عام 1852. وفي العام نفسه، تم تعيينه جراح عام في ولاية نيويورك. بدأ ممارسة الطب في عام 1854، وعمل جراح في عيادة الأذن والعيون في مدينة نيويورك من 1855 حتى 1864. وفي عام 1856، تزوج ماري ناش.
خلال الحرب الأهلية الأمريكية، كان المدير الطبي لمستشفى نيويورك التطوعي، عالج الجنود المصابين من جيش الاتحاد. وكان بارزا في اللجنة الصحية للولايات المتحدة التي تدير الإمدادات والمساعدات الطبية للجيوش الميدانية.
بعد الحرب، ساعد في إنشاء مدرسة كولومبيا في عام 1864. ثم أسس مستشفى بروكلين للعيون والأذن في عام 1868 ومستشفى مانهاتن للعيون والأذن في عام 1869. عمل أستاذا لأمراض العيون والأذن حتى وفاته في مدينة نيويورك.

## وصلات خارجية
- أعمال أو نبذة عن كورنيليوس ريا أغنيو على أرشيف الإنترنت
- Cornelius Rea Agnew Papers (1857-1888)—National Library of Medicine finding aid